# Oerel
Oerel ist eine niedersächsische Gemeinde in der Samtgemeinde Geestequelle im Landkreis Rotenburg (Wümme). Neben dem Hauptort Oerel gehören die Orte Barchel und Glinde zur Gemeinde.

## Geschichte
Oerel, bis in das 19. Jahrhundert auch Oehrel geschrieben, wurde erstmals 937 als Urhala beziehungsweise Vrlaha urkundlich erwähnt. Hierbei handelt es sich um eine Schenkungsurkunde von König Otto I. (dem späteren Kaiser Otto dem Großen) an die Abtei Magdeburg.

### Eingemeindungen
Am 1. März 1974 wurden die Gemeinden Barchel und Glinde eingegliedert.

## Politik

### Gemeinderat
Der Rat der Gemeinde Oerel besteht aus elf Ratsfrauen und Ratsherren. Dies ist die festgelegte Anzahl für die Mitgliedsgemeinde einer Samtgemeinde mit einer Einwohnerzahl zwischen 1.001 und 2.000 Einwohnern. Die Ratsmitglieder werden durch eine Kommunalwahl für jeweils fünf Jahre gewählt. Die aktuelle Amtszeit begann am 1. November 2021 und endet am 31. Oktober 2026.
Die letzten Gemeinderatswahlen ergaben folgende Sitzverteilungen:
| Partei/Liste                      | 2021 | 2016 |
| --------------------------------- | ---- | ---- |
| Wählergruppe Oerel-Barchel-Glinde | 7    | 7    |
| Wählergemeinschaft Freier Bürger  | 4    | 4    |

### Bürgermeister
Der Gemeinderat wählte das Gemeinderatsmitglied Marco Noetzelmann (WG OBG) zum ehrenamtlichen Bürgermeister für die aktuelle Wahlperiode.

### Wappen
Das Gemeindewappen zeigt ein in blau, mit von schwarz und gold gestückeltes Bord, in deren Mitte der heilige Gangolf in Silber und silberner Gewandung, mit goldenem Nimbus, Lanze und Schwert abgebildet ist.

## Kultur und Sehenswürdigkeiten

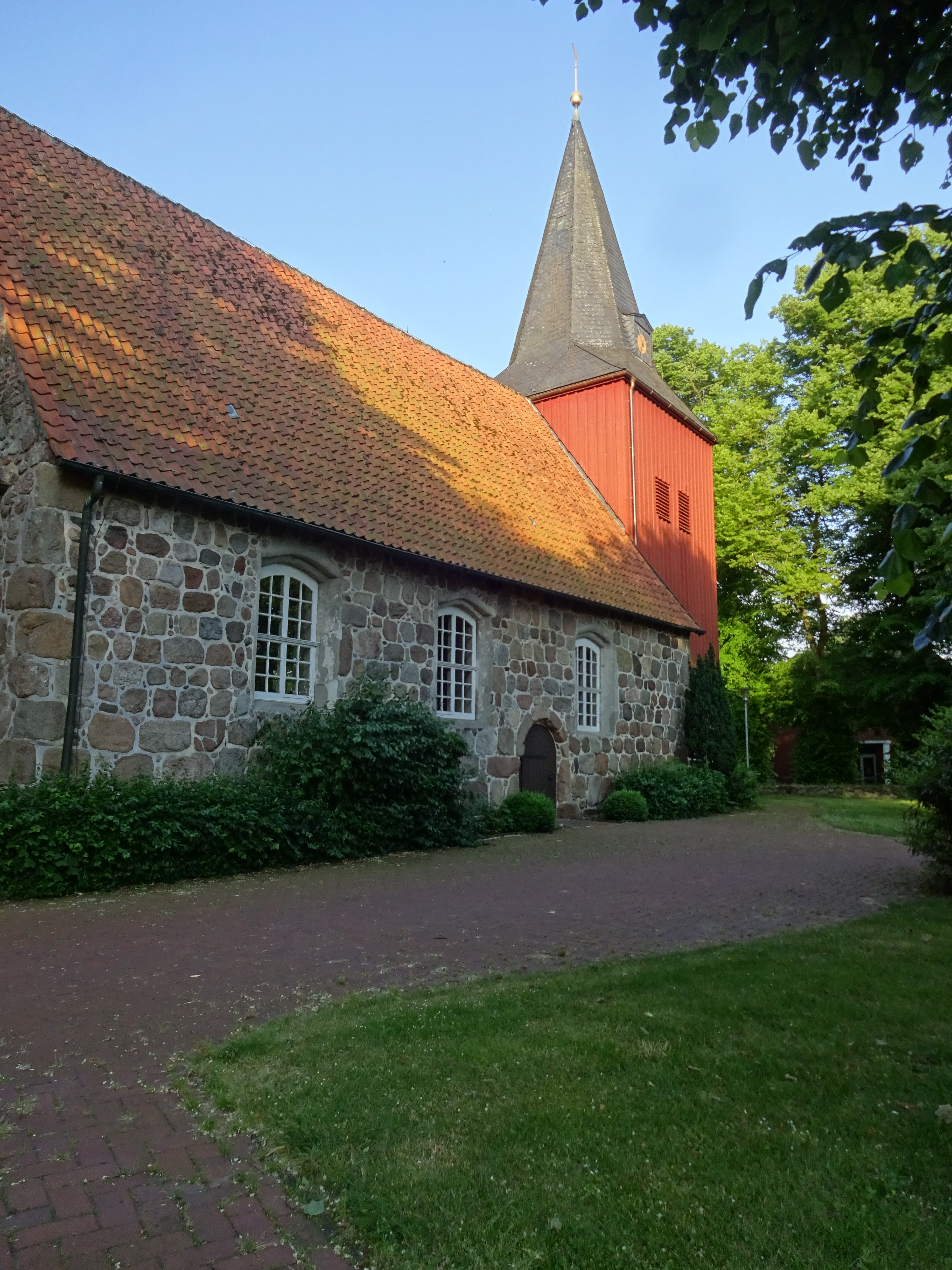
Kirche in Oerel

- Gangolf-Kirche der evangelisch-lutherischen Kirchengemeinde, eine romanische Feldsteinkirche aus dem 12. Jahrhundert. Der erste Kirchturm war nicht mit der Kirche verbunden; er stürzte 1703 bei einem Unwetter ein und wurde 1732 ersetzt durch den heutigen angebauten Westturm. Die Orgel von 1830/31 stammt vom Stader Orgelbauers Georg Wilhelm. Der angelsächsische Missionar Willehadus gründete nicht nur den Dom in Bremen, sondern vermutlich auch eine Betkirche in Oerel. An deren Stelle steht die heutige Kirche.[9]
- Scheune Dorfstraße 70 vom 18. Jahrhundert mit Walmdach
- Wohn- und Wirtschaftsgebäude Barcheler Straße 17 von 1838 als Zweiständer-Hallenhaus, in gleichmäßigem Gitterfachwerk und mit reetgedecktem Krüppelwalmdach

## Wirtschaft und Infrastruktur
Seit 2009 hat Oerel ein Glasfasernetz für alle Haushalte.

### Verkehr
Oerel liegt an der K 116 nahe der B 74, die am Ort vorbeiführt und ihn mit Bremervörde verbindet. Der Ort hat einen Bahnhof an der Bahnstrecke Bremerhaven–Buxtehude. Die Züge werden von den Eisenbahnen und Verkehrsbetriebe Elbe-Weser (EVB) betrieben.

### Bildung
In Oerel gibt es eine Grund- und Oberschule mit insgesamt rund 450 Schülern.

## Söhne und Töchter der Gemeinde

### In Oerel geboren
- Agnes Alpers (* 1961), deutsche Pädagogin, Politikerin (Die Linke) und ehemaliges Mitglied des Bundestages

### Personen, die mit Oerel verbunden sind
- Brian Behrendt (* 1991), Fußballspieler, wuchs in Oerel auf